# Prêmio Gottfried Wilhelm Leibniz

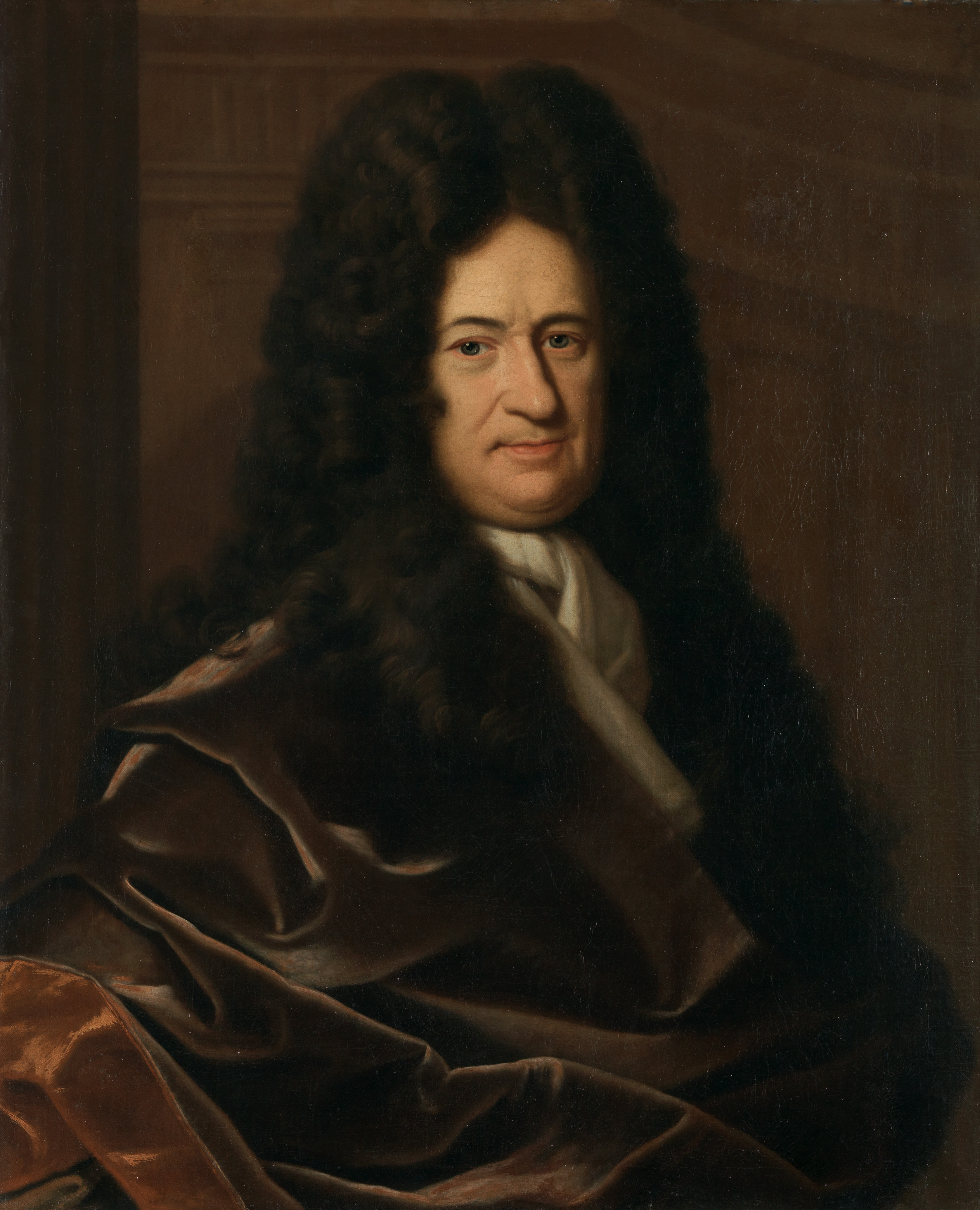
Gottfried Wilhelm Leibniz,
retrato por Christoph Bernhard Francke, ca. 1700; Herzog Anton Ulrich-Museum, Braunschweig

O Prêmio Gottfried Wilhelm Leibniz (em alemão:  Gottfried Wilhelm Leibniz-Preis, com denominação completa Förderpreis für deutsche Wissenschaftler im Gottfried Wilhelm Leibniz-Programm der Deutschen Forschungsgemeinschaft, abreviadamente Leibniz-Preis) tem o nome do cientista Gottfried Wilhelm Leibniz (1646-1716). É concedido anualmente desde 1986 pela Deutsche Forschungsgemeinschaft (DFG) a cientistas que trabalham na Alemanha em vários campos da ciência.
O prêmio é dotado com até 2,5 milhões de euros (1,55 milhões de euros até 2006) por vencedor. O dinheiro do prêmio pode ser usado por até sete anos (até 2006 cinco anos) de acordo com as ideias dos vencedores para seu trabalho de pesquisa sem qualquer lastro burocrático. O prêmio foi iniciado pelo presidente da DFG, Eugen Seibold.
A intenção do prêmio é formulada pela DFG com as seguintes palavras: “O objetivo do programa Leibniz [...] é melhorar as condições de trabalho de cientistas de destaque, [...] expandir suas oportunidades de pesquisa, para aliviá-los da carga de trabalho administrativo e ajudá-los a facilitar o emprego de cientistas mais jovens [...] particularmente qualificados."
Até 2018 inclusive, 358 Prêmios Leibniz foram concedidos a 385 cientistas, alguns dos quais foram compartilhados. As ciências naturais foram financiadas 118 vezes, as ciências da vida 103 vezes, as ciências sociais e humanas 82 vezes e a engenharia 55 vezes.
A fim de promover a ideia do acesso aberto, a Biblioteca Estadual da Baviera lançou um portal Leibniz Publik em nome da Deutsche Forschungsgemeinschaft em setembro de 2011 com textos completos (livros e artigos) de muitos vencedores de prêmios que podem ser acessados gratuitamente online.

## Recipientes

### 1986–1990
1986 |
1987 |
1988 |
1989 |
1990
1986:
- Géza Alföldy – História Antiga (Universidade de Heidelberg)
- Dietrich Dörner – Psicologia (Universidade de Bamberg)
- Jürgen Habermas – Filosofia (Universidade de Frankfurt)
- Otto Ludwig Lange e Ulrich Heber – Ecologia e Bioquímica (Universidade de Würzburgo)
- Hartmut Michel – Bioquímica (Instituto Max Planck de Bioquímica)
- Christiane Nüsslein-Volhard e Herbert Jäckle – Biologia (Instituto Max Planck de Biologia do Desenvolvimento)
- Peter R. Sahm – Indústria de Fundição (RWTH Aachen)
- Fritz Peter Schäfer – Física do Laser (Instituto Max Planck de Química Biofísica)
- Frank Steglich – Física do Estado Sólido (Universidade Técnica de Darmstadt)
- Albert Heinrich Walenta – Física Experimental (Universidade de Siegen)
- Julius Wess – Física Teórica (Universidade de Karlsruhe)

1987:
- Gerhard Abstreiter – Física de Semicondutores (Universidade Técnica de Munique)
- Knut Borchardt – História Econômica/Economia Nacional (Universidade de Munique)
- Nils Claussen – Materiais Cerâmicos (Universidade Técnica de Hamburgo)
- Bernd Giese – Química Orgânica (Universidade Técnica de Darmstadt)
- Wolfgang Anton Herrmann e Hubert Schmidbaur – Química Inorgânica (Universidade Técnica de Munique)
- Günter Hotz, Kurt Mehlhorn e Wolfgang Paul – Informática (Universidade do Sarre)
- Erwin Neher e Bert Sakmann – Química Biofísica (Instituto Max Planck de Química Biofísica)
- Friedrich Seifert – Mineralogia (Universidade de Bayreuth)
- Rudolf Thauer der Jüngere – Microbiologia Bioquímica (Universidade de Marburgo)
- Hans-Peter Zenner – Medicina do Ouvido, Nariz e Garganta/Biologia Celular (Universidade de Würzburgo)

1988:
- Karl Joachim Ebeling – Tecnologia de Alta Frequência (Universidade Técnica de Braunschweig)
- Lothar Gall – História Moderna (Universidade de Frankfurt)
- Günter Harder – Matemática (Universidade de Bonn)
- Walter Haug e Burghart Wachinger – Estudos de Literatura Alemã Antigos (Universidade de Tübingen)
- Werner Hildenbrand – Economia Nacional (Universidade de Bonn)
- Ingo Müller – Física Teórica (Universidade Técnica de Berlim)
- Herbert W. Roesky e George Michael Sheldrick – Química Inorgânica (Universidade de Göttingen)
- Wolfram Saenger e Volker Erdmann – Bioquímica (Universidade Livre de Berlim)
- Günther Schütz – Biologia Molecular (Centro de Pesquisa do Câncer da Alemanha, Heidelberg)
- Hans Wolfgang Spiess – Físico-Química (Instituto Max Planck de Pesquisas Sobre Polímeros, Mainz)
- Karl Stetter – Microbiologia (Universidade de Regensburgo)
- Thomas Weiland – Física de Altas Energias (DESY, Hamburgo)

1989:
- Heinrich Betz – Neurobiologia (Universidade de Heidelberg)
- Claus-Wilhelm Canaris – Direito Civil (Universidade de Munique)
- Herbert Gleiter – Ciência dos Materiais (Universidade do Sarre)
- Theodor Hänsch – Física do Laser (Universidade de Munique e Max-Planck-Institut für Quantenoptik, Garching bei München)
- Joachim Milberg – Tecnologia de Manufatura (Universidade Técnica de Munique)
- Jürgen Mittelstraß – Filosofia (Universidade de Constança)
- Sigrid Peyerimhoff – Química Teórica (Universidade de Bonn)
- Manfred Theodor Reetz – Química Orgânica (Universidade de Marburgo)
- Michael Sarnthein e Jörn Thiede – Geologia Marinha (Universidade de Kiel e Forschungszentrum für Marine Geowissenschaften, Kiel)
- Reinhard Stock – Física Nuclear Experimental (Universidade de Frankfurt)
- Wolfgang Stremmel – Medicina Interna (Universidade de Düsseldorf)

1990:
- Reinhard Genzel – Astrofísica (Instituto Max Planck de Astrofísica, Garching bei München)
- Rainer Greger – Fisiologia (Universidade de Freiburg)
- Ingrid Grummt – Biologia Molecular (Universidade de Würzburgo)
- Martin Jansen e Arndt Simon – Química Inorgânica (Universidade de Bonn e Instituto Max Planck de Pesquisas Sobre o Estado Sólido, Stuttgart)
- Bert Hölldobler – Zoologia (Universidade de Würzburgo)
- Konrad Kleinknecht – Física Experimental (Universidade de Mainz)
- Norbert Peters – Pesquisa de Combustão (RWTH Aachen)
- Helmut Schwarz – Química Orgânica (Universidade Técnica de Berlim)
- Dieter Stöffler – Planetologia (Universidade de Münster)
- Richard Wagner – Física de Materiais (Helmholtz-Zentrum Hereon, Geesthacht)

### 1991–2000
1991 |
1992 |
1993 |
1994 |
1995 |
1996 |
1997 |
1998 |
1999 |
2000
1991:
- Gerhard Ertl – Físico-Química (Instituto Fritz Haber da Sociedade Max Planck, Berlim)
- Dieter Fenske e Michael Veith – Química Inorgânica (Universidade de Karlsruhe e Universidade do Sarre)
- Ernst Otto Göbel – Física do Estado Sólido (Universidade de Marburgo)
- Dieter Häussinger – Medicina Interna (Universidade de Freiburg)
- Karl-Heinz Hoffmann – Matemática (Universidade de Augsburgo)
- Randolf Menzel – Zoologia/Neurobiologia (Universidade Livre de Berlim)
- Rolf Müller – Bioquímica/Biologia Molecular (Universidade de Marburgo)
- Hermann Riedel – Mecânica dos Materiais (Fraunhofer-Institut für Werkstoffmechanik, Freiburg)
- Hans-Ulrich Schmincke – Mineralogia/Vulcanologia (Helmholtz-Zentrum für Ozeanforschung Kiel)
- Michael Stolleis – História do Direito (Universidade de Frankfurt)
- Martin Warnke – História da Arte (Universidade de Hamburgo)

1992:
- Georg-Wilhelm Bornkamm – Virologia (Helmholtz Zentrum München)
- Christopher Deninger, Michael Rapoport, Peter Schneider e Thomas Zink – Matemática (Universidade de Münster, Universidade de Wuppertal, Universidade de Colônia e Universidade de Bielefeld)
- Irmela Hijiya-Kirschnereit – Estudos Japoneses (Universidade Livre de Berlim)
- Jürgen Kocka – História Social (Universidade Livre de Berlim)
- Joachim Menz – Pesquisa de Minas (Universidade Técnica de Freiberg)
- Friedhelm Meyer auf der Heide e Burkhard Monien – Informática (Universidade de Paderborn)
- Jürgen Mlynek – Física Experimental (Universidade de Constança)
- Svante Pääbo – Biologia Molecular (Universidade de Munique)
- Wolfgang Raible – Estudos Românicos (Universidade de Freiburg)
- Hans-Georg Rammensee – Imunologia (Interfakultäres Institut für Zellbiologie, Universidade de Tübingen)
- Jan Veizer – Geoquímica Sedimentar (Universidade de Bochum)

1993:
- Christian von Bar – Direito Internacional Privado (Universidade de Osnabrück)
- Johannes Buchmann e Claus-Peter Schnorr – Informática Teórica (Universidade do Sarre e Universidade de Frankfurt)
- Dieter Enders – Química Orgânica (RWTH Aachen)
- Gunter Fischer – Bioquímica (Universidade de Halle-Wittenberg)
- Michael Frotscher – Neuroanatomia (Universidade de Freiburg)
- Jürgen Jost – Matemática (Universidade de Bochum)
- Regine Kahmann – Genética Molecular (Universidade de Munique)
- Wolfgang Krätschmer – Física Nuclear (Max-Planck-Institut für Kernphysik, Heidelberg)
- Klaus Petermann – Tecnologia de Alta Frequência (Universidade Técnica de Berlim)
- Wolfgang Prinz – Psicologia (Max-Planck-Institut für psychologische Forschung, Munique)
- Rudolf G. Wagner – Sinologia (Universidade de Heidelberg)
- Jürgen Warnatz – Técnica de Combustão (Universidade de Stuttgart)

1994:
- Gisela Anton – Física Experimental (Universidade de Bonn)
- Manfred Broy e Ernst-Rüdiger Olderog – Informática (Universidade Técnica de Munique e Universidade de Oldenburgo)
- Ulrich Christensen – Geofísica (Universidade de Göttingen)
- Ulf Eysel – Neurofisiologia (Universidade de Bochum)
- Theo Geisel – Física Teórica (Universidade de Frankfurt)
- Peter Gruss – Biologia Celular (Instituto Max Planck de Química Biofísica)
- Wolfgang Hackbusch – Matemática Numérica (Universidade de Kiel)
- Adrienne Héritier e Helmut Willke – Sociologia/Ciência Política (Universidade de Bielefeld)
- Stefan Jentsch – Biologia Molecular (Universidade de Heidelberg)
- Glenn W. Most – Filologia Clássica (Universidade de Heidelberg)
- Johann Mulzer – Química Orgânica (Universidade Livre de Berlim)
- Peter Schäfer – Estudos Judaicos (Universidade Livre de Berlim)

1995:
- Siegfried Bethke – Física de Partículas Elementares (RWTH Aachen)
- Niels Birbaumer – Psicofisiologia (Universidade de Tübingen)
- Hans-Joachim Freund – Físico-Química (Universidade de Bochum)
- Martin Grötschel – Matemática Aplicada (Universidade Técnica de Berlim)
- Axel Haverich – Cirurgia (Universidade de Kiel)
- Gerhard Hirzinger – Robótica (Centro Aeroespacial Alemão, Oberpfaffenhofen)
- Thomas Jentsch – Bioquímica (Universidade de Hamburgo)
- Gerd Jürgens – Desenvolvimento Molecular de Plantas (Universidade de Tübingen)
- Wolfgang Schleich – Óptica Quântica (Universidade de Ulm)
- Manfred G. Schmidt – Ciência Política (Universidade de Heidelberg)
- Thomas Schweizer – Etnologia (Universidade de Colônia)
- Elmar Weiler – Fisiologia Vegetal (Universidade de Bochum)
- Emo Welzl – Informática (Universidade Livre de Berlim)

1996:
- Eduard Arzt – Ciência dos Metais (Universidade de Stuttgart e Max-Planck-Institut für Metallforschung, Stuttgart)
- Hans Werner Diehl – Física Teórica (Universidade de Duisburg-Essen)
- Gerd Faltings – Matemática (Instituto Max Planck de Matemática, Bonn)
- Ulf-Ingo Flügge – Bioquímica das Plantas (Universidade de Colônia)
- Wolfgang Klein – Linguística (Max-Planck-Institut für Psycholinguistik, Nimwegen)
- Dieter Langewiesche – História Moderna (Universidade de Tübingen)
- Reinhard Lührmann – Biologia Molecular (Universidade de Marburgo)
- Joachim Reitner – Paleontologia (Universidade de Göttingen)
- Michael Reth – Imunologia (Max-Planck-Institut für Immunbiologie)
- Wolfgang Schnick – Química do Estado Sólido (Universidade de Bayreuth)
- Winfried Schulze – História da Idade Moderna (Universidade de Munique)
- Reinhard Zimmermann – História do Direito e Direito Civil (Universidade de Regensburgo)

1997:
- Thomas Boehm – Biologia do Desenvolvimento Molecular (Centro de Pesquisa do Câncer da Alemanha, Heidelberg)
- Wolfgang Ertmer – Física Experimental (Universidade de Hanôver)
- Angela D. Friederici – Neuropsicologia (Max-Planck-Institut für Kognitions- und Neurowissenschaften, Leipzig)
- Georg Fuchs – Microbiologia (Universidade de Freiburg)
- Jean Karen Gregory – Ciência de Materiais (Universidade Técnica de Munique)
- Andreas Kablitz – Filologia Românica/Estudos Italianos (Universidade de Colônia)
- Matthias Kleiner – Tecnologia de Formação (Brandenburgische Technische Universität Cottbus-Senftenberg)
- Paul Knochel – Química Organometálica (Universidade de Marburgo)
- Elisabeth Knust – Genética do Desenvolvimento (Universidade de Düsseldorf)
- Stephan W. Koch – Física Teórica (Universidade de Marburgo)
- Christian F. Lehner – Genética Molecular (Universidade de Bayreuth)
- Stefan Maul – Estudos do Antigo Oriente Próximo (Universidade de Heidelberg)
- Ernst Mayr – Informática Teórica (Universidade Técnica de Munique)
- Gerhard Wörner – Mineralogia/Geoquímica (Universidade de Göttingen)

1998:
- Heinz Breer – Zoologia (Universidade de Hohenheim)
- Nikolaus P. Ernsting e Klaus Rademann – Físico-Química (Universidade Humboldt de Berlim)
- Hans-Jörg Fecht – Materiais Metálicos (Universidade de Ulm)
- Ute Frevert – História Moderna (Universidade de Bielefeld)
- Wolf-Bernd Frommer – Fisiologia Molecular Vegetal (Universidade de Tübingen)
- Christian Griesinger – Química Orgânica (Universidade de Frankfurt)
- Regine Hengge (como Regine Hengge-Aronis) – Microbiologia (Universidade de Constança)
- Volker Mosbrugger – Paleontologia (Universidade de Tübingen)
- Onno Oncken – Geologia (Helmholtz-Zentrum Potsdam – Deutsches GeoForschungsZentrum e Universidade Livre de Berlim)
- Hermann Parzinger – Pré-história e história inicial da Europa Oriental (Instituto Arqueológico Alemão, Berlim)
- Ingo Rehberg – Física Experimental (Universidade de Magdeburgo)
- Dietmar Vestweber – Biologia Celular/Bioquímica (Universidade de Münster)
- Annette Zippelius – Física Estatística (Universidade de Göttingen)

1999:
- Ekkard Brinksmeier – Tecnologia de Manufatura (Universidade de Bremen)
- Bernd Bukau – Biologia Celular (Universidade de Freiburg)
- Joachim Cuntz – Matemática (Universidade de Münster)
- Alois Fürstner – Química Organometálica (Instituto Max Planck de Pesquisa do Carvão, Mülheim an der Ruhr)
- Friedrich Wilhelm Graf – Teologia Protestante (Universidade de Augsburgo)
- Ulrich Herbert – História Moderna e Contemporânea (Universidade de Freiburg)
- Martin Johannes Lohse – Farmacologia (Universidade de Würzburgo)
- Hans-Christian Pape – Neurofisiologia (Universidade de Magdeburgo)
- Joachim Ullrich – Física Experimental (Universidade de Freiburg)

2000:
- Klaus Fiedler – Psicologia Social Cognitiva (Universidade de Heidelberg)
- Peter Greil – Ciência dos Materiais (Universidade de Erlangen-Nuremberg)
- Matthias W. Hentze – Biologia Molecular (European Molecular Biology Laboratory, Heidelberg)
- Peter M. Herzig – Geoquímica e Recursos Minerais (Universidade Técnica de Freiberg)
- Reinhard Jahn – Biologia Celular (Instituto Max Planck de Química Biofísica)
- Aditi Lahiri – Lingüística Geral (Universidade de Constança)
- Gertrude Lübbe-Wolff – Direito Público (Universidade de Bielefeld)
- Dieter Lüst – Física Teórica (Universidade Humboldt de Berlim)
- Stefan Müller – Matemática (Instituto Max Planck de Matemática nas Ciências, Leipzig)
- Manfred Pinkal – Linguística Computacional (Universidade do Sarre)
- Ilme Schlichting – Biofísica (Max-Planck-Institut für molekulare Physiologie, Dortmund)
- Friedrich Temps e Hans-Joachim Werner – Físico-Química (Universidade de Kiel) e Química Teórica (Universidade de Stuttgart)
- Martin Wegener – Física do Estado Sólido (Universidade de Karlsruhe)

### 2001–2010
2001 |
2002 |
2003 |
2004 |
2005 |
2006 |
2007 |
2008 |
2009 |
2010
2001:
- Jochen Feldmann – Componentes Optoeletrônicos (Universidade de Munique)
- Eduard Christian Hurt – Biologia Molecular (Universidade de Heidelberg)
- Hans Keppler – Mineralogia (Universidade de Tübingen)
- Arthur Konnerth – Neurofisiologia (Universidade de Munique)
- Ulrich Konrad – Ciência Musical (Universidade de Würzburgo)
- Martin Krönke – Imunologia/Biologia Celular (Universidade de Colônia)
- Joachim Küpper – Estudos Literários Romanísticos (Universidade Livre de Berlim)
- Christoph Markschies – Teologia Protestante/História da Igreja (Universidade de Heidelberg)
- Wolfgang Marquardt – Engenharia de Processo (RWTH Aachen)
- Helge Ritter – Informática (Universidade de Bielefeld)
- Günter Matthias Ziegler – Matemática (Universidade Técnica de Berlim)

2002:
- Carmen Birchmeier-Kohler – Biologia Molecular (Max-Delbrück-Centrum für Molekulare Medizin in der Helmholtz-Gemeinschaft)
- Wolfgang Dahmen – Matemática (RWTH Aachen)
- Wolf-Christian Dullo – Paleoceanografia (Helmholtz-Zentrum für Ozeanforschung Kiel)
- Bruno Eckhardt – Física Teórica (Universidade de Marburgo)
- Michael Famulok – Bioquímica (Universidade de Bonn)
- Christian Haass – Patobioquímica (Universidade de Munique)
- Franz-Ulrich Hartl – Bioquímica Celular (Instituto Max Planck de Bioquímica)
- Thomas Hengartner – Folclore (Universidade de Hamburgo)
- Reinhold Kliegl – Psicologia Geral (Universidade de Potsdam)
- Wolfgang Kowalsky – Optoeletrônica (Universidade Técnica de Braunschweig)
- Karl Leo – Física do Estado Sólido (Universidade Técnica de Dresden)
- Frank Vollertsen – Tecnologia de produção de moldagem e usinagem (Universidade de Paderborn)

2003:
- Winfried Denk – Óptica Médica (Instituto Max Planck de Pesquisa Médica, Heidelberg)
- Hélène Esnault e Eckart Viehweg – Geometria Algébrica (Universidade de Duisburg-Essen)
- Gerhard Huisken – Análise Geométrica (Max-Planck-Institut für Gravitationsphysik, Potsdam)
- Rupert Klein – Mecânica dos Fluidos Numérica (Universidade Livre de Berlim e Instituto Potsdam de Pesquisas sobre o Impacto Climático)
- Albrecht Koschorke – Literatura Alemã Moderna (Universidade de Constança)
- Roland Lill – Biologia Celular/Bioquímica (Universidade de Marburgo)
- Christof Niehrs – Biologia do Desenvolvimento Molecular (Centro de Pesquisa do Câncer da Alemanha, Heidelberg)
- Ferdi Schüth – Química Inorgânica (Instituto Max Planck de Pesquisa do Carvão, Mülheim an der Ruhr)
- Hans-Peter Seidel – Computação Gráfica (Max-Planck-Institut für Informatik, Saarbrücken)
- Hubert Wolf – História da Igreja/Teologia Católica (Universidade de Münster)

2004:
- Frank Allgöwer – Engenharia de Controle (Universidade de Stuttgart)
- Gabriele Brandstetter – Estudos de Teatro (Universidade Livre de Berlim)
- Thomas Carell – Química Orgânica (Universidade de Munique)
- Karl Christoph Klauer – Psicologia Social e Cognitiva (Universidade de Bonn)
- Hannah Monyer – Neurobiologia (Universidade de Heidelberg)
- Nikolaus Pfanner e Jürgen Soll – Bioquímica/Biologia Celular e Molecular e Biologia Celular e Molecular de Plantas (Universidade de Freiburg e Universidade de Munique)
- Klaus Dieter Pfeffer – Imunologia da Infecção (Universidade de Düsseldorf)
- Dierk Raabe – Ciência dos Materiais (Max-Planck-Institut für Eisenforschung, Düsseldorf)
- Konrad Samwer – Física do Estado Sólido (Universidade de Göttingen)
- Manfred Strecker – Geologia Estrutural (Universidade de Potsdam)

2005:
- Peter Becker – Biologia Celular/Bioquímica (Universidade de Munique)
- Immanuel Bloch – Óptica Quântica (Universidade de Mainz)
- Stefanie Dimmeler – Cardiologia Molecular (Universidade de Frankfurt)
- Jürgen Gauß – Química Teórica (Universidade de Mainz)
- Günther Hasinger – Astrofísica (Instituto Max Planck de Física Extraterrestre, Garching bei München)
- Christian Jung – Melhoramento de Plantas (Universidade de Kiel)
- Axel Ockenfels – Pesquisa Econômica Experimental (Universidade de Colônia)
- Wolfgang Peukert – Engenharia de Processos Mecânicos (Universidade de Erlangen-Nuremberg)
- Barbara Stollberg-Rilinger – História da Idade Moderna (Universidade de Münster)
- Andreas Tünnermann – Tecnologia de Microsistemas (Fraunhofer-Institut für Angewandte Optik und Feinmechanik, Jena)

2006:
- Matthias Beller e Peter Wasserscheid – Catálise Homogênea (Leibniz-Institut für Katalyse na Universidade de Rostock) e Engenharia de Processos Químicos (Universidade de Erlangen-Nuremberg)
- Patrick Cramer – Biologia Estrutural (Universidade de Munique)
- Peter Jonas – Neurofisiologia (Universidade de Freiburg)
- Ferenc Krausz – Óptica Quântica (Universidade de Munique e Max-Planck-Institut für Quantenoptik, Garching bei München)
- Klaus Mezger – Geoquímica (Universidade de Münster)
- Thomas Mussweiler – Psicologia Social (Universidade de Colônia)
- Felix Otto – Análise de Equações Diferenciais Parciais (Universidade de Bonn)
- Dominik Perler – História da Filosofia/Filosofia Teórica (Universidade Humboldt de Berlim)
- Gyburg Radke – Filologia Clássica e Filosofia (Universidade de Marburgo)
- Marino Zerial – Biologia Celular (Instituto Max Planck de Biologia Celular Molecular e Genética, Dresden)

2007:
- Jens Claus Brüning – Pesquisa de Diabetes Molecular, Endocrinologia (Universidade de Colônia)
- Patrick Bruno – Física do Estado Sólido Teórica (Max-Planck-Institut für Mikrostrukturphysik, Halle/Saale)
- Magdalena Götz – Neurociências (Helmholtz Zentrum München e Universidade de Munique)
- Peter Gumbsch – Ciência dos Materiais (Universidade de Karlsruhe (TH) e Fraunhofer-Institut für Werkstoffmechanik, Freiburg im Breisgau e Halle/Saale)
- Gerald Haug – Pesquisa de Paleoclima (GeoForschungsZentrum Potsdam e Universidade de Potsdam)
- Bernhard Jussen – História Medieval (Universidade de Bielefeld)
- Guinevere Kauffmann – Astrofísica (Instituto Max Planck de Astrofísica, Garching bei München)
- Falko Langenhorst – Mineralogia e Petrologia (Universidade de Jena)
- Oliver Primavesi – Filologia Clássica (Universidade de Munique)
- Detlef Weigel – Biologia do Desenvolvimento (Instituto Max Planck de Biologia do Desenvolvimento)

2008:
- Susanne Albers – Informática Teórica (Universidade de Freiburg)
- Martin Beneke – Física de Partículas Teórica (RWTH Aachen)
- Holger Boche – Engenharia da Comunicação e Teoria da Informação (Universidade Técnica de Berlim, Fraunhofer German-Sino Lab for Mobile Communications, Berlim, e Fraunhofer-Institut für Nachrichtentechnik, Berlim)
- Martin Carrier – Filosofia (Universidade de Bielefeld)
- Elena Conti e Elisa Izaurralde – Biologia Estrutural (Instituto Max Planck de Bioquímica) e Bioquímica (Instituto Max Planck de Biologia do Desenvolvimento)
- Holger Fleischer – Direito Empresarial (Universidade de Bonn)
- Stefan Hell – Biofísica (Instituto Max Planck de Química Biofísica)
- Klaus Kern – Físico-Química de Corpos Sólidos (Instituto Max Planck de Pesquisas Sobre o Estado Sólido, Stuttgart)
- Wolfgang Lück – Topologia Algébrica (Universidade de Münster)
- Jochen Mannhart – Física do Estado Sólido Experimental (Universidade de Augsburgo)

2009:
- Antje Boetius – Biologia (Max-Planck-Institut für Marine Mikrobiologie em Bremen)
- Holger Braunschweig – Química (Universidade de Würzburgo)
- Wolfram Burgard – Sistemas Inteligentes Autônomos/Robótica (Universidade de Freiburg)
- Heinrich Detering – Literatura Alemã e Nórdica Moderna (Universidade de Göttingen)
- Jürgen Eckert – Física dos Metais (Leibniz-Institut für Festkörper- und Werkstoffforschung Dresden e Universidade Técnica de Dresden)
- Armin Falk – Pesquisa Econômica Experimental (Universidade de Bonn)
- Frank Kirchhoff – Virologia (Universidade de Ulm)
- Jürgen Rödel – Ciência dos Materiais (Universidade Técnica de Darmstadt)
- Karl Lenhard Rudolph – Gastroenterologia (Universidade de Ulm)
- Burkhard Wilking – Geometria Diferencial (Universidade de Münster)
- Martin Zirnbauer – Física Matemática (Universidade de Colônia)

2010:
- Jan Born – Neuroendocrinologia/Pesquisa do Sono (Universidade de Lübeck)
- Peter Fratzl – Biomateriais (Max-Planck-Institut für Kolloid- und Grenzflächenforschung, Potsdam)
- Roman Inderst – Economia Nacional (Universidade de Frankfurt)
- Christoph Klein – Pediatria/Oncologia Pediátrica (Medizinische Hochschule Hannover)
- Ulman Lindenberger – Psicologia do Desenvolvimento (Max-Planck-Institut für Bildungsforschung, Berlim)
- Frank Neese – Química Teórica (Universidade de Bonn)
- Jürgen Osterhammel – História Moderna e Contemporânea (Universidade de Constança)
- Petra Schwille – Biofísica (Universidade Técnica de Dresden)
- Stefan Treue – Neurociência Cognitiva em Primatas (Deutsches Primatenzentrum, Göttingen)
- Joachim Weickert – Processamento de Imagens/Informática (Universidade do Sarre)

### 2011–2020
2011 |
2012 |
2013 |
2014 |
2015 |
2016 |
2017 |
2018 |
2019 |
2020
2011:
- Ulla Bonas – Microbiologia/Fitopatologia Molecular (Universidade de Halle-Wittenberg)
- Christian Büchel – Neurociência Cognitiva (Universitätsklinikum Hamburg-Eppendorf)
- Anja Feldmann – Informática/Redes de Computadores/Internet (Universidade Técnica de Berlim, T-Labs)
- Kai-Uwe Hinrichs – Geoquímica Orgânica (Universidade de Bremen)
- Anthony A. Hyman – Biologia Celular/Microtúbulos e Divisão Celular (Instituto Max Planck de Biologia Celular Molecular e Genética, Dresden)
- Bernhard Keimer – Física do Estado Sólido Experimental (Instituto Max Planck de Pesquisas Sobre o Estado Sólido, Stuttgart)
- Franz Pfeiffer – Física de Raios-X (Universidade Técnica de Munique)
- Joachim Friedrich Quack – Egiptologia (Universidade de Heidelberg)
- Gabriele Sadowski – Termodinâmica (Universidade Técnica de Dortmund)
- Christine Silberhorn – Óptica Quântica (Universidade de Paderborn)

2012:
- Michael Brecht – Neurofisiologia/Neurociência Celular (Bernstein Zentrum für Computational Neuroscience Berlin e Universidade Humboldt de Berlim)
- Rainer Forst – Filosofia/Teoria Política (Universidade de Frankfurt)
- Gunther Hartmann – Farmacologia Clínica/Imunidade Inata (Universitätsklinikum Bonn)
Christian Kurts – Imunologia/Nefrologia (Universitätsklinikum Bonn)
- Matthias Mann – Bioquímica (Instituto Max Planck de Bioquímica, Martinsried)
- Friederike Pannewick – Estudos/Literatura Árabes, Teatro, História das Ideias (Universidade de Marburgo)
- Nikolaus Rajewsky – Biologia de Sistemas (Max-Delbrück-Centrum für Molekulare Medizin in der Helmholtz-Gemeinschaft, Berlim)
- Ulf Riebesell – Oceanografia (Helmholtz-Zentrum für Ozeanforschung Kiel (IFM-Geomar) na Universidade de Kiel)
- Peter Sanders – Informática teórica/Algoritmia (Instituto de Tecnologia de Karlsruhe, KIT)
- Barbara Wohlmuth – Matemática Numérica (Universidade Técnica de Munique)
- Jörg Wrachtrup – Física Experimental (Universidade de Stuttgart)

2013:
- Thomas Bauer – Estudos Islâmicos (Universidade de Münster)
- Ivan Đikić – Bioquímica/Biologia Celular (Universidade de Frankfurt)
- Frank Glorius – Química Molecular (Universidade de Münster)
- Onur Güntürkün – Psicologia Biológica (Universidade de Bochum)
- Peter Hegemann – Biofísica (Universidade Humboldt de Berlim)
- Marion Merklein – Tecnologia de Formação/Tecnologia de Manufatura (Universidade de Erlangen-Nuremberg)
- Roderich Moessner – Instituto Max Planck de Física de Sistemas Complexos, Dresden, com Achim Rosch, Física do Estado Sólido Teórica, Universidade de Colônia[3]
- Erika von Mutius – Pediatria, Alergologia, Epidemiologie (Clínica da Universidade de Munique)
- Vasilis Ntziachristos – Imagem Biomédica com Métodos Ópticos (Universidade Técnica de Munique)
- Lutz Raphael – História Moderna e Contemporânea (Universidade de Trier)

2014:
- Artemis Alexiadou – Linguística (Universidade de Stuttgart)
- Armin von Bogdandy – Direito Público Estrangeiro e Direito Internacional (Max-Planck-Institut für ausländisches öffentliches Recht und Völkerrecht, Heidelberg)
- Andreas Dreizler – Pesquisa de Combustão (Universidade Técnica de Darmstadt)
- Christof Schulz – Combustão e Dinâmica de Gases (Universidade de Duisburg-Essen)
- Nicole Dubilier – Ecologia Marinha (Max-Planck-Institut für Marine Mikrobiologie, Bremen e Universidade de Bremen)
- Leif Kobbelt – Informática/Computação Gráfica (RWTH Aachen)
- Laurens Molenkamp – Física do Estado Sólido Experimental (Universidade de Würzburgo)
- Brigitte Röder – Psicologia Biológica/Neuropsicologia (Universidade de Hamburgo)
- Irmgard Sinning – Biologia Estrutural (Universidade de Heidelberg)
- Rainer Waser – Nanoeletrônica/Ciência dos Materiais (RWTH Aachen e Peter-Grünberg-Institut des Forschungszentrums Jülich)
- Lars Zender – Hepatologia/Oncologia (Universitätsklinikum Tübingen)

2015:
- Henry N. Chapman – Física Biológica/Física de Raios-X (DESY e Universidade de Hamburgo)
- Hendrik Dietz – Bioquímica/Biofísica (Universidade Técnica de Munique)
- Stefan Grimme – Química Teórica (Universidade de Bonn)
- Christian Hertweck – Química Biológica (Leibniz-Institut für Naturstoff-Forschung und Infektionsbiologie – Hans-Knöll-Institut e Universidade de Jena)
- Friedrich Lenger – História Moderna e Contemporânea (Universität Gießen)
- Hartmut Leppin – História Antiga (Universidade de Frankfurt)
- Steffen Martus – Literatura Alemã Moderna (Universidade Humboldt de Berlim)
- Tobias Moser – Tecnologia Sensorial Auditiva/Medicina do Ouvido, Nariz e Garganta (Universidade de Göttingen)

2016:
- Frank Bradke – Neurorregeneração (Centro Alemão para Doenças Neurodegenerativas, Bonn)
- Emmanuelle Charpentier – Biologia da Infecção (Max-Planck-Institut für Infektionsbiologie Berlim)
- Daniel Cremers – Biologia da Infecção (Universidade Técnica de Munique)
- Daniel James Frost – Mineralogia/Petrologia Experimental (Universidade de Bayreuth)
- Dag Nikolaus Hasse – Filosofia (Universidade de Würzburgo)
- Benjamin List – Química Molecular Orgânica (Instituto Max Planck de Pesquisa do Carvão, Mülheim an der Ruhr)
- Christoph Möllers – Direito (Universidade Humboldt de Berlim)
- Marina Rodnina – Bioquímica (Instituto Max Planck de Química Biofísica Göttingen)
- Bénédicte Savoy – História da Arte Moderna (Universidade Técnica de Berlim)
- Peter Scholze – Geometria Aritmética e Algébrica (Universidade de Bonn)

2017:
Cerimônia de premiação em 15 de março de 2017 em Berlim:
- Lutz Ackermann – Química Molecular Orgânica (Universidade de Göttingen)
- Beatrice Gründler – Estudos Árabes (Universidade Livre de Berlim)
- Ralph Hertwig – Psicologia Cognitiva (Max-Planck-Institut für Bildungsforschung)
- Karl-Peter Hopfner – Biologia Estrutural (Universidade de Munique)
- Frank Jülicher – Biofísica Teórica (Instituto Max Planck de Física de Sistemas Complexos)
- Lutz Mädler – Engenharia de Processos Mecânicos (Universidade de Bremen)
- Joachim Spatz – Biofísica (Max-Planck-Institut für Intelligente Systeme e Universidade de Heidelberg)
- Anne Storch – Estudos Africanos (Universidade de Colônia)
- Jörg Vogel – Microbiologia Médica (Universidade de Würzburgo)

Cerimônia de premiação em 4 de julho de 2017 em Halle:
- Britta Nestler – Ciência dos Materiais (Instituto de Tecnologia de Karlsruhe)

A premiação a Britta Nestler foi suspensa em março, depois que a DFG recebeu uma carta anônima cinco dias antes da data prevista para a premiação, alegando má conduta científica da pesquisadora em 30 casos em um período de 14 anos. Quando a DFG analisou as alegações, Nestler foi completamente inocentada e o prêmio foi posteriormente entregue na reunião anual da DFG em Halle (Saale). Os eventos levaram a uma discussão sobre como a DFG lidou com a difamação anônima.
2018:
- Jens Beckert, Sociologia, Max-Planck-Institut für Gesellschaftsforschung, Köln
- Alessandra Buonanno, Física Gravitacional, Max-Planck-Institut für Gravitationsphysik (Albert-Einstein-Institut), Potsdam
- Nicola Fuchs-Schündeln, Economia, Universidade de Frankfurt
- Veit Hornung, Imunologia, Genzentrum, Universidade de Munique
Eicke Latz, Imunologia, Universitätsklinikum Bonn, Universidade de Bonn
- Heike Paul, Estudos americanos, Universidade de Erlangen-Nuremberg
- Erika L. Pearce, Imunologia, Max-Planck-Institut für Immunbiologie und Epigenetik, Freiburg/Breisgau
- Claus Ropers, Física Experimental do Estado Sólido, Universidade de Göttingen
- Oliver Schmidt, Ciência de Materiais, Leibniz-Institut für Festkörper- und Werkstoffforschung Dresden e Fakultät für Elektrotechnik und Informationstechnik, Technische Universität Chemnitz
- Bernhard Schölkopf, Aprendizado de Máquina, Max-Planck-Institut für Intelligente Systeme, Tübingen
- László Székelyhidi, Matemática Aplicada, Universidade de Leipzig

2019:
- Sami Haddadin, Robótica, Universidade Técnica de Munique
- Rupert Huber, Física Experimental, Universidade de Regensburgo
- Andreas Reckwitz, Sociologia, Europa-Universität Viadrina, Frankfurt/Oder
- Hans-Reimer Rodewald, Imunologia, Centro de Pesquisa do Câncer da Alemanha (DKFZ), Heidelberg
- Melina Schuh, Biologia Celular, Instituto Max Planck de Química Biofísica (Karl-Friedrich-Bonhoeffer-Institut), Göttingen
- Brenda Schulman, Bioquímica, Instituto Max Planck de Bioquímica, Martinsried
- Ayelet Shachar, Direito e Ciência Política, Max-Planck-Institut zur Erforschung multireligiöser und multiethnischer Gesellschaften, Göttingen
- Michèle Tertilt, Economia, Universidade de Mannheim
- Wolfgang Wernsdorfer, Física do Estado Sólido Experimental, Instituto de Tecnologia de Karlsruhe (KIT)
- Matthias Wessling, Engenharia de Processos Químicos, RWTH Aachen e Leibniz-Institut für Interaktive Materialien (DWI), Aachen

2020:
- Thorsten Bach, Química, Universidade Técnica de Munique
- Baptiste Jean Germain Gault, Ciência dos Materiais, Max-Planck-Institut für Eisenforschung
- Johannes Grave, História da Arte, Universidade de Jena
- Thomas Kaufmann, Teologia Protestante, Universidade de Göttingen
- Andrea Musacchio, Biologia Celular, Max-Planck-Institut für molekulare Physiologie
- Thomas Neumann, Informática, Universidade Técnica de Munique
- Marco Prinz, Neuropatologia, Universidade de Freiburg
- Markus Reichstein, Biogeoquímica, Max-Planck-Institut für Biogeochemie
- Dagmar Schäfer, História da Ciência, Instituto Max Planck para a História da Ciência
- Juliane Vogel, Estudos Literários, Universidade de Constança

### Desde 2021
2021:
- Asifa Akhtar, Epigenética, Max-Planck-Institut für Immunbiologie und Epigenetik, Freiburg im Breisgau
- Elisabeth André, Informática, Universidade de Augsburgo
- Giuseppe Caire, Engenharia da Comunicação Teórica, Universidade Técnica de Berlim
- Nico Eisenhauer, Pesquisa em Biodiversidade, Universidade de Leipzig
- Veronika Eyring, Modelagem do Sistema Terrestre, Centro Aeroespacial Alemão, Standort Oberpfaffenhofen e Universidade de Bremen
- Katerina Harvati-Papatheodorou, Paleoantropologia, Universidade de Tübingen e Senckenberg Centre for Human Evolution and Palaeoenvironment, Tübingen
- Steffen Mau, Sociologia, Universidade Humboldt de Berlim
- Rolf Müller, Biologia Farmacêutica, Helmholtz-Institut für Pharmazeutische Forschung e Universidade do Sarre, Saarbrücken
- Jürgen Ruland, Imunologia, Klinikum rechts der Isar, Universidade Técnica de Munique
- Volker Springel, Astrofísica, Instituto Max Planck de Astrofísica, Garching